# Озан-Монцель
Озан-Монцель (нем. Osann-Monzel) — община в Германии, в земле Рейнланд-Пфальц. 
Входит в состав района Бернкастель-Витлих. Подчиняется управлению Виттлих-Ланд.  Население составляет 1611 человек (на 31 декабря 2010 года). Занимает площадь 16,58 км².